# Pavol Kubičár
Pavol Kubičár (* 5. dubna 1935) je slovenský mezinárodní rozhodčí ve vodním lyžování, místní politik z Spišské Nové Vsi za Kresťanskodemokratické hnutie, po sametové revoluci československý poslanec Sněmovny lidu Federálního shromáždění.

## Biografie
V 50. letech studoval na gymnáziu v Spišské Nové Vsi.
Ve volbách roku 1992 byl za KDH zvolen do Sněmovny lidu. Ve Federálním shromáždění setrval do zániku Československa v prosinci 1992.
Po dobu 16 let působil jako poslanec městského zastupitelstva v Spišské Nové Vsi za KDH. V této funkci se uvádí ještě k roku 2006. Dlouhodobě byl tajemníkem Sdružení měst a obcí Spiše a podílel se na organizování Světového střetnutí Spišiakov. Angažoval se také ve vodním lyžování, patřil mezi zakladatele tohoto sportu na Slovensku a na třech mistrovstvích světa a dvanácti mistrovstvích Evropy působil jako rozhodčí ve vodním lyžování. V roce 2011 mu byla udělena Cena primátora Spišské Nové Vsi.
V roce 2007 se jeho syn Pavol Kubičár stal aktérem aféry, kdy jako římskokatolický kněz působící v Rakousku oznámil, že bude otcem (dítě čekal s pastorační asistentkou) a že odchází z kněžského stavu.